# Zespół Susaca

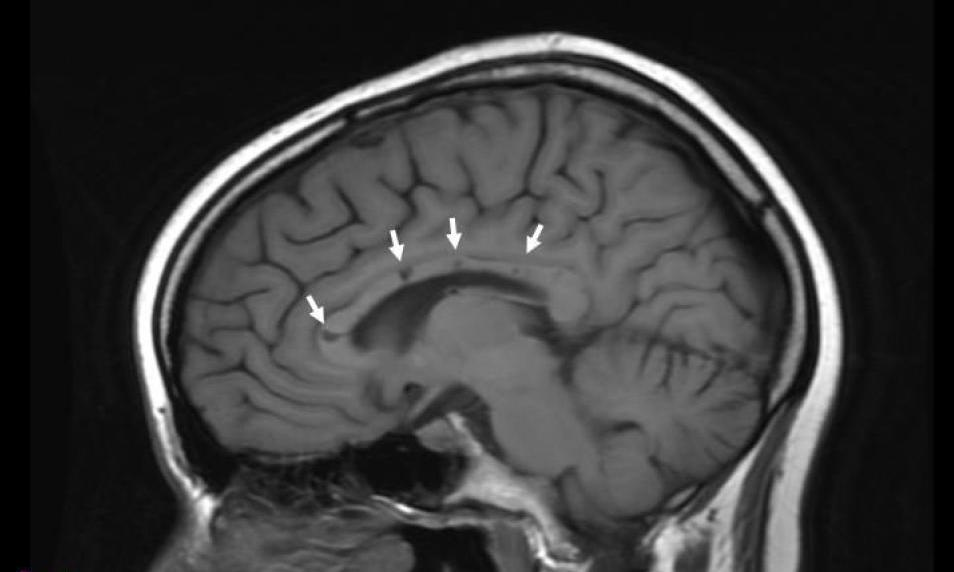
Obraz MRI T_{1}-zależny u 19-letniej pacjentki z zespołem Susaca uwidacznia patognomoniczne dla tej choroby "dziury" w ciele modzelowatym, będące w istocie mikrozawałami

Zespół Susaca (waskulopatia siatkówkowo-ślimakowo-mózgowa, ang. Susac's syndrome, retinocochleocerebral vasculopathy) – rzadka choroba z grupy mikroangiopatii, charakteryzująca się encefalopatią, zmianami naczyniowymi w siatkówce oka i utratą słuchu. Stwierdza się zmiany pod postacią mikrozawałów w obrębie istoty białej i szarej mózgowia, które można wykazać w badaniu rezonansu magnetycznego. Ogniska zawałowe występują również w obrębie siatkówki i ślimaka. U podłoża choroby leży proces autoimmunologiczny. Leczenie obejmuje pozajelitowe podawanie  glikokortykosteroidów. Schorzenie opisał John Susac w 1977 roku.